# Sterculia guianensis
Sterculia guianensis är en malvaväxtart som beskrevs av Noel Yvri Sandwith. Sterculia guianensis ingår i släktet Sterculia och familjen malvaväxter. Inga underarter finns listade i Catalogue of Life.